# Pavel Bečka
Pavel Bečka (Ústí nad Labem, 7 novembre 1970) è un ex cestista ceco, fino al 1992 cecoslovacco.

## Carriera
Con la Cecoslovacchia ha disputato i Campionati europei del 1991, mentre con la Rep. Ceca quelli del 1999.

## Palmarès
- Campionato cecoslovacco: 2

VŠ Praga: 1990-91, 1991-92